# Euonthophagus verberatus
Euonthophagus verberatus là một loài bọ cánh cứng trong họ Bọ hung (Scarabaeidae).